# Rappojaure (Gällivare socken, Lappland, 741731-170503)
Rappojaure är en sjö i Gällivare kommun i Lappland och ingår i Luleälvens huvudavrinningsområde. Sjön har en area på 0,0514 kvadratkilometer och ligger 417,8 meter över havet. Sjön avvattnas av vattendraget Tuoljebäcken.

## Delavrinningsområde
Rappojaure ingår i det delavrinningsområde (741524-169482) som SMHI kallar för Mynnar i Messauremagasinet. Medelhöjden är 407 meter över havet och ytan är 71,72 kvadratkilometer. Det finns inga avrinningsområden uppströms utan avrinningsområdet är högsta punkten. Tuoljebäcken som avvattnar avrinningsområdet har biflödesordning 2, vilket innebär att vattnet flödar genom totalt 2 vattendrag innan det når havet efter 175 kilometer. Avrinningsområdet består mestadels av skog (65 procent) och sankmarker (32 procent). Avrinningsområdet har 1,04 kvadratkilometer vattenytor vilket ger det en sjöprocent på 1,5 procent.